# Ковпачка лопатчаста
Ковпачка лопатчаста (Encalypta spathulata) — вид мохів порядку ковпачкальних (Encalyptales).

## Поширення
Батьківщиною є Європа, Північна Америка.
Росте на вапнякових ґрунтах порушених ділянок.

## Характеристика
Стебла до 10 мм. Листки від довгастих до язичкових, 1.5–3 мм, верхівки від тупих до широкогострих; клітини 12–18 мкм; базальні клітини 30–70 мкм. Спеціалізоване нестатеве розмноження відсутнє. Коробочкові ніжки 3–8 мм, темно-червоні. Коробочка короткоциліндрична, 1–2 мм, від слабосмугастої до ребристої, жовтувато-коричнева. Спори 26–35 мкм, бородавчасті, коричневі.